# Arthur Wieland
Arthur Vallentin Wieland, född den 11 juli 1904 i Växjö, död den 21 oktober 1975 i Göteborg, var en svensk författare och skådespelare. Pseudonym: Peder Kobbe.

## Biografi
Wieland var verksam som skådespelare och författare. I hans romaner och novellsamlingar skildras främst folklivet längs Bohusläns kust.